# New Glenn
Il New Glenn è un veicolo di lancio orbitale privato sviluppato da Blue Origin. Ha effettuato il suo primo volo il 16 gennaio 2025, lanciato dalla rampa di lancio 36 di Cape Canaveral, affittata già dal 2015 da Blue Origin. I lavori di sviluppo sul veicolo iniziarono nel 2012 e le specifiche ad alto livello del veicolo vennero annunciate nel settembre 2016. Il New Glenn è descritto come un razzo a due o tre stadi (a seconda del caso), con 7 metri di diametro sia per il primo che il secondo stadio. Il suo primo stadio verrà alimentato da sette motori BE-4 a metano ed ossigeno liquido, disegnati e costruiti dalla stessa Blue Origin. Come il veicolo New Shepard che lo precede, anche il primo stadio del New Glenn sarà riutilizzabile, e sarà in grado di effettuare un atterraggio verticale su una chiatta posizionata nell'oceano.

## Storia
Dopo aver iniziato lo sviluppo di un sistema di lancio orbitale nel 2012, Blue Origin ha annunciato pubblicamente l'esistenza di un loro nuovo veicolo di lancio orbitale nel settembre 2015. Nel gennaio 2016 la compagnia ha indicato che il nuovo razzo sarebbe stato molto più grande del New Shepard, il minore nella famiglia di veicoli orbitali di Blue Origin. Nel settembre 2016, è stato rilasciato il disegno ad alto livello del veicolo, assieme al suo nome New Glenn.

### Lavori di sviluppo iniziali sui sottosistemi di volo
Blue Origin iniziò lo sviluppo dei sistemi per un veicolo di trasporto orbitale umano nel 2012. Un booster monostadio riutilizzabile era stato progettato per volare in una traiettoria suborbitale, alzandosi verticalmente come un tradizionale razzo multistadio. A seguito della separazione del multistadio, lo stadio superiore avrebbe continuato a funzionare per portare gli astronauti in orbita mentre il primo stadio sarebbe disceso eseguendo un atterraggio verticale simile a quello del veicolo di lancio suborbitale New Shepard. Il booster del primo stadio sarebbe stato successivamente riempito di propellente e lanciato di nuovo, permettendo una drastica riduzione dei costi per lancio.
Il razzo era stato progettato per far volare il veicolo spaziale biconico di Blue Origin, assieme ad astronauti e utili. Una volta completata la sua missione orbitale, il veicolo spaziale era disegnato per rientrare nell'atmosfera terrestre ed atterrare sotto i paracadute, per poterli riutilizzare in missioni future.
I test per il Sistema di lancio riutilizzabile (RBS) iniziarono nel 2012. Un test a spinta completa per il motore ad ossigeno e idrogeno liquido BE-3 vennero condotti presso le strutture della NASA nell'Ottobre 2012. La camera di combustione raggiunse con successo i 440 kN di spinta complessiva previsti.

### Veicolo di lancio orbitale
Piani successivi per un veicolo di lancio orbitale vennero resi pubblici nel 2015. Nel Marzo 2016 il razzo venne nominato con il segnaposto di "Very Big Brother". Era stato pianificato per essere un razzo bistadio a propellente liquido, con primo stadio riutilizzabile. Blue Origin specificò che il primo volo del veicolo sarebbe stato previsto per il 2021 dalle attrezzature di lancio in Florida, tuttavia dopo diversi slittamenti a giugno 2023 fu annunciato che il primo lancio non sarebbe avvenuto prima del 2024.
Questi piani prevedevano l'impiego del motore BE-4 al primo stadio del razzo, mentre per il secondo stadio sarebbe stato utilizzato il recentemente qualificato BE-3. Il numero di motori per ciascuno stadio non fu rivelato, né il carico trasportabile né l'altezza del razzo. Blue Origin intende lanciare il razzo dallo storico LC-36 e costruire i razzi in un nuovo stabilimento presso l'Exploration Park. Anche i test del BE-4 verranno condotti in Florida.
Il 12 settembre 2016, Blue Origin annunciò che il razzo sarebbe stato chiamato New Glenn in onore del primo astronauta americano a orbitare intorno alla Terra, John Glenn, e che il diametro di 7 metri del primo stadio sarebbe stato alimentato da 7 BE-4. Il primo stadio è riutilizzabile ed atterrerà verticalmente, come il New Shepard che lo precedette.
Tre settimane di test nel tunnel del vento su un modello su scala di New Glenn vennero completate nel settembre 2016 per validare i modelli di disegno CFD di volo transonico e supersonico.

## Descrizione e specifiche tecniche

Immagine artistica del New Glenn

Il New Glenn è un veicolo di lancio orbitale dal diametro di 7 metri, con un terzo stadio opzionale ed un primo stadio riutilizzabile. Il primo stadio è alimentato da 7 motori BE-4 che forniscono 17 MN di spinta iniziale. Il primo stadio è riutilizzabile ed atterra verticalmente, similmente a quanto testato da Blue Origin con il suo veicolo New Shepard. Il secondo stadio ha in comune il diametro del primo stadio, ma utilizza un singolo motore BE-4 ottimizzato per lavorare nel vuoto, e quindi con un ugello allungato. Il combustibile utilizzato è lo stesso, ma lo stadio non è riutilizzabile. Invece, il terzo stadio opzionale utilizza un singolo motore BE-3U a ossigeno ed idrogeno liquidi ottimizzato per il vuoto. Anche questo motore viene costruito da Blue Origin ed è già stato testato con il New Shepard, assieme alla versione "standard", ottimizzata per lavorare al livello del mare. La compagnia non ha specificato il carico trasportabile dal New Glenn.
Il New Glenn è disegnato per avere una vita di massimo 25 missioni; i lanci avvengono dal Spaceport Florida Launch Complex 36, che è stato affittato da Blue Origin nel 2015. Il razzo sarà anche disponibile per voli di turismo spaziale, con la priorità verso chi ha viaggiato col New Shepard.

## Finanziamenti e clienti
Il razzo viene sviluppato da Blue Origin; inizialmente era interamente finanziato da Jeff Bezos, fondatore di Amazon, che fino al 2017 aveva investito 2,5 miliardi di dollari. Dal 2019 ha ricevuto finanziamenti per 500 milioni di dollari dal governo statunitense nell'ambito del programma NSSL (National Security Space Launch) della United States Space Force.
Da quando è stato annunciato lo sviluppo del lanciatore nel 2016, diversi operatori satellitari commerciali hanno stipulato un contratto con Blue Origin per lanciare i loro satelliti: Eutelsat, Mu Space, OneWeb, Sky Perfect JSAT e Télésat Canada. Nel dicembre 2020, la NASA ha aggiunto il New Glenn all'elenco dei lanciatori che probabilmente utilizzerà in futuro. Nel febbraio 2023, la NASA ha stipulato un contratto di 20 milioni di dollari con Blue Origin per il lancio dei suoi satelliti gemelli EscaPADE (2 x 120 kg) verso Marte tramite il primo volo del nuovo lanciatore, pianificato per ottobre 2024. Tuttavia a causa della stretta finestra di lancio verso Marte in questo periodo la NASA ha deciso di posticipare la missione nella primavera del 2025, mentre nel volo inaugurale di New Glenn, previsto per novembre 2024, verrà lanciato un prototipo di Blue Ring, una piattaforma spaziale in grado di ospitare, rifornire e trasportare satelliti in orbite terrestri e cislunari.

## Cronologia dei lanci
| Data del lancio      | Sito di lancio | Carico utile       | Orbita                                | Cliente         | Esito missione |
| -------------------- | --- | ------------------ | ------------------------------------- | --------------- | -------------- |
| 16 Gennaio 2025      | Cape Canaveral (LC-36) | Blue Ring          | LEO                                   | Blue Origin     | Riuscito       |
| 16 Gennaio 2025      | Volo inaugurale/dimostrativo di New Glenn, che trasporta un prototipo del veicolo spaziale Blue Ring. Primo volo dimostrativo del National Security Space Launch per New Glenn. |                    |                                       |                 |                |
| Tarda primavera 2025 | Cape Canaveral (LC-36) | Blue Moon (Mk1)    | TLI                                   | Blue Origin     |                |
| Tarda primavera 2025 | Trasporterà un prototipo del lander lunare Blue Moon. Secondo volo dimostrativo di lancio spaziale per la sicurezza nazionale per New Glenn. |                    |                                       |                 |                |
| 2025                 | Cape Canaveral (LC-36) | ESCAPADE (2 sonde) | Da Orbita eliocentrica a areocentrica | NASA            |                |
| 2025                 | Porterà la missione ESCAPADE (Escape and Plasma Acceleration and Dynamics Explorers) per la NASA, che mira a studiare la magnetosfera di Marte. New Glenn invierà due veicoli spaziali su una traiettoria interplanetaria diretta. ESCAPADE fa parte del programma SIMPLEx a basso costo della NASA che pagherà a Blue Origin circa 20 milioni di dollari per il lancio. Originariamente era destinato a essere lanciato nel volo di debutto di New Glenn nell'ottobre 2024. |                    |                                       |                 |                |
| 2025                 | Cape Canaveral (LC-36) | KuiperSat × ?      | LEO                                   | Progetto Kuiper |                |
| 2025                 | Primo lancio di satelliti KuiperSat su New Glenn per espandere la costellazione satellitare del Progetto Kuiper per il servizio di internet. Il Progetto Kuiper è stato fondato dallo stesso Jeff Bezos, fondatore di Blue Origin, tuttavia le due aziende non sono direttamente collegate. |                    |                                       |                 |                |
| 2025                 | Cape Canaveral (LC-36) | Blue Moon (Mk1)    | TLI                                   | Blue Origin     |                |
| 2025                 | Pathfinder Mission 2 |                    |                                       |                 |                |